# Arcy-sur-Cure
 Arcy-sur-Cure  es una población y comuna francesa que se encuentra en la región de Borgoña, departamento de Yonne, en el distrito de Auxerre y cantón de Vermenton.
Una de las cuevas de Arcy-sur-Cure proporcionó información de ocupación de los neandertales.

## Demografía
| 510 | 518 | 509 | 527 | 503 | 449 |
| Para los censos de 1962 a 1999 la población legal corresponde a la población sin duplicidades (Fuente: INSEE [Consultar]) |     |     |     |     |     |